# Волиньце (Мазовецьке воєводство)
Волиньце (пол. Wołyńce) — село в Польщі, у гміні Седльці Седлецького повіту Мазовецького воєводства.
Населення — 587 осіб (2011).
У 1975-1998 роках село належало до Седлецького воєводства.

## Демографія
Демографічна структура станом на 31 березня 2011 року:
|          | Загалом | Допрацездатний вік | Працездатний вік | Постпрацездатний вік |
| -------- | ------- | ------------------ | ---------------- | -------------------- |
| Чоловіки | 302     | 59                 | 214              | 29                   |
| Жінки    | 285     | 50                 | 170              | 65                   |
| Разом    | 587     | 109                | 384              | 94                   |